# Ridsadel

Bomsadel med stigbygel

En ridsadel är en utrustning som används vid ridning för att ryttaren skall få en bekväm och stabil sittställning. Sadeln skall vara utformad så att den fördelar trycket jämnt över hästens rygg och skyddar hästens ryggrad samtidigt som den inte begränsar hästens rörelsefrihet. För att skydda sadeln mot hästens svett, och hästen mot skav, används ett sadelunderlägg. Ett sadelunderlägg format efter sadeln kallas vojlock, medan ett rektangulärt underlägg kallas schabrak.
De allra flesta sadlar är uppbyggda på en bom. Sadlarnas bommar är oftast gjorda i trä eller metall, men gjuts ibland även i plast. Nu för tiden finns även uppblåsbara bommar och kuddar (jargong paddar) för att man skall slippa stoppa om sadlarna och för att få en bättre tryckfördelning. Sadlarna är oftast tillverkade i oxhud, buffelhud eller ogarvat läder, ibland blandat med nylon. Sadlar kan även vara gjorda helt i syntetiskt tyg eller i konstläder och kräver då ingen smörjning. Framvalvet och bakvalvet på sadeln är oftast förstärkt med metall.

## Historia
Konstföremål som daterats till längre tillbaka än 400 f Kr har visat att sadeln är en uråldrig idé. I Asien red man bland annat på filtar som knöts fast med rep redan när hästen började tämjas. Skytisk konst från 300-talet f Kr visar däremot avancerade sadlar med stöd för benen. 
Under 700-talet e Kr dök de första stigbyglarna upp, troligtvis från Indien, och stigbyglar användes under slaget vid Poitiers (732). 

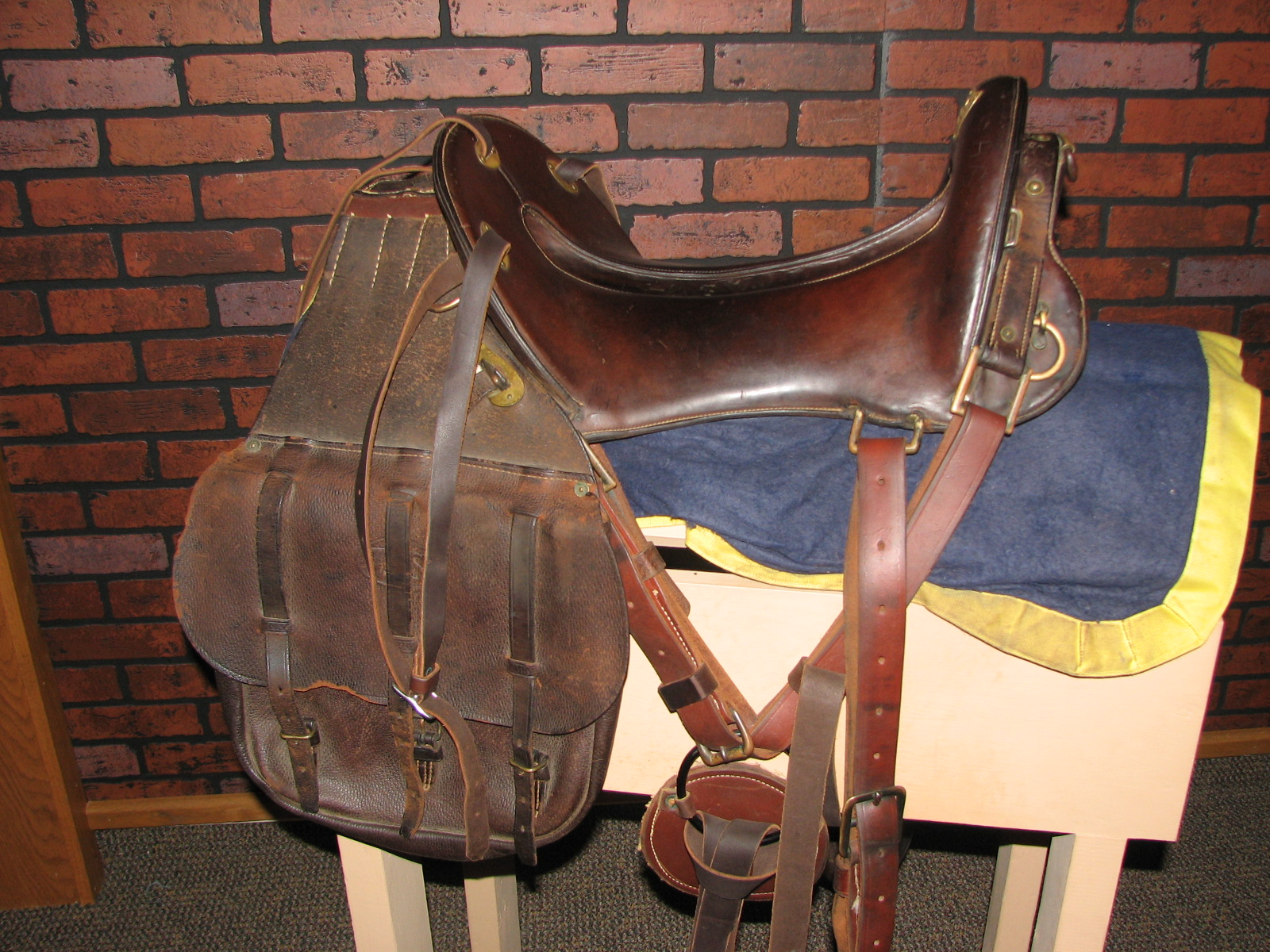
McClellan-sadel som användes i USA:s kavalleri på 1800-talet. Den har fått sitt namn efter sadelns konstruktör, George B. McClellan. Den formgavs 1859 efter europeiska förebilder.

Men redan runt år 0 tillverkades mer avancerade sadlar som kom från stäpperna i Asien. Där hade man konstruerat sadlar som bestod av stoppade putor som skulle fördela ryttarens tyngd över hästens rygg. Sarmaterna var de första med dessa sadlar, vilket gjorde att sarmaterna var helt ensamma om att kunna rida med tungt kavalleri och även attackera med lansar. Sadlarna var utformade för att ge stöd åt ryttarens rygg, men då sarmaterna inte använde stigbyglar, kunde de inte komma åt hästen med benen och använde därför långa sporrar. Först omkring år 700 kom den tekniken till Europa, och man började där bygga sadlar på stommar av trä, liknande dagens sadelbommar.
Den båtformade sadeln som sarmaterna utformat användes i Europa ända in på 1700-talet. Sadlarna började utvecklas ytterligare under den tidiga medeltiden. En väggbonad som visar slaget vid Hastings visar hur ryttarna satt djupt ner i sadeln med stigbyglar och långa stigläder. De medeltida smederna och sadelmakarna kom på nya idéer för stigbyglarna och hur sadeln skulle fästas på hästen för att inte glida runt när ryttaren satt upp. 

Sadel i guld och silver, 1600-tal.

Under renässansen skedde den största utvecklingen. Sadlarna blev djupare och enklare att sitta ner i, samtidigt som benen hängde lodrätt ner under ryttaren. Den klassiska ridkonsten utvecklades samtidigt, och sadlarna följde ryttarnas nya upptäckter. Sadlarna blev så småningom mer strömlinjeformade under 1600-talet. I Frankrike utvecklades en sadel som räknades som världens bästa. Denna kallades för Selle Royal och används än idag vid de klassiska ridskolorna Spanska ridskolan, Cadre Noir och flera klassiska ridinstitutioner i Spanien och Portugal. 
Dagens sadlar påminner mycket om sadlarna från 1700-talet, men stigläder med stigbyglar är fästa längre bak för att ryttaren ska kunna ha en lodrät sits. Under 1700-talet var sadlarna även oftast klädda med fina, dyrbara tyger, gulddekorer och exklusivt utformade stigbyglar och detaljer.
Den moderna sadeln skulle komma att utvecklas i England under slutet av 1700-talet och tidigt 1800-tal. På de engelska hedarna började man gräva diken för att leda undan vatten, eftersom jordbruket skulle utökas i landet. Staket och gärdsgårdar sattes även upp, vilket gjorde att ryttarna tvingades hoppa med sina hästar mycket mer än tidigare. Sadeln utvecklades för att passa både klassisk ridkonst och hoppning. I Amerika utvecklades i stället Westernsadeln för att passa boskapsskötarnas långa dagar i sadeln. 
I takt med att omvärlden mekaniseras och hästsporten utvecklas har även nya typer av sadlar tagits fram, anpassade till respektive sporter. Idag kan man välja bland bomlösa sadlar, sadlar i syntet som är lättare, och man kan hitta sadlar som passar alla olika slags hästar och sysselsättning.

## Olika sadeltyper
Det finns flera typer av sadlar alltefter den form av hästsport man vill ägna sig åt, till exempel dressyrsadel, hoppsadel, westernsadel eller sadel för galoppsport. Damsadel används numera endast vid uppvisningar och är mycket ovanliga. 
Konstruktionen av en sadel varierar beroende på användningssättet. En vanlig sadel, som används för dagens ridsport består av en sadelbom, det vill säga en stomme av trä eller metall och en överbeklädnad, vanligtvis av läder, men även av syntettyg eller konstläder. Längst fram på sadelbommen finns framvalvet (sadelknappen), vars utseende kan variera. På vanliga ridsadlar utgörs sadelknappen av en välvd skiva och på westernsadlar av ett så kallat horn avsett för lasson. I sadelbommen fästs stigläder (remmar för stigbyglar) och sadelgjord. Sadlar tillverkas i olika storlekar passande både häst och ryttare.

### Hoppsadel

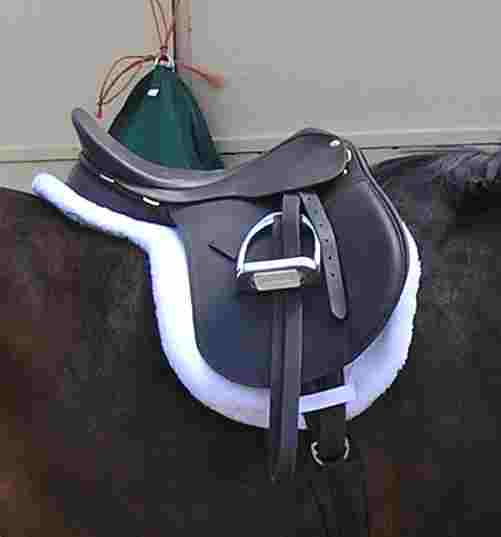
Hoppsadeln har kortare kåpor än den vanliga allroundsadeln

Hoppsadeln är den sadel som används inom banhoppning. Hoppsadeln är mer "framskuren", det vill säga att den är rundad framtill på sadelkåporna, samt att den är mindre, och sadelkåporna kortare med stoppning under. Detta för att ge stöd åt ryttarens knän, då man har något kortare stigläder när man ska hoppa. 
Hoppsadeln används även inom andra sporter, där man hoppar till exempel vid jaktridning där den troligtvis även hade sitt ursprung, men sadeln kan även användas vid vanlig nöjesridning. Bakvalvet är något flatare och kortare än på allround- eller dressyrsadeln för att ge större rörelsefrihet åt ryttarens sits då ryttaren måste vara rörlig under ett ridpass med mycket hoppning eller bomövningar då ryttaren ska stå i stigbyglarna. Sadelns utformning underlättar även för ryttarens balans när hästen hoppar.

### Allroundsadel
Allroundsadeln är den vanligaste sadeln och den är anpassad för att passa både till hoppning, dressyr eller vanlig nöjesridning. Det finns även allroundsadlar som är inriktade till dressyr, eller till hoppning för ryttare som rider lite av varje, men kanske är inriktade främst på en sport. 

### Dressyrsadel

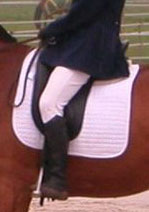
Dressyrsadeln har längre och smalare kåpor än allroundsadeln.

Dressyrsadeln är speciellt utformad för dressyrryttaren och har längre och smalare kåpor än den normala allroundsadeln och även ett djupare säte. Detta för att ryttaren normalt har längre stigläder vid utövande av dressyr. Bakvalvet bakom ryttarens rygg kan även vara högre än normalt för att hålla ryttarens sits mer balanserad och stabil. 
Dressyrsadeln är utformad för att ryttaren ska komma i bättre kontakt med hästens rygg och även att skänklarna (benen) ska ligga an bättre mot hästens sidor för att kunna ge små hjälper som ändå hästen kan uppfatta, som är en viktig del i dressyren. Ryttaren ska kunna känna hästens rörelser och sadeln gör det även lättare för ryttaren att ge hästen signaler (s.k. hjälper) till hästen genom att förflytta sin tyngd.

### Galoppsadel

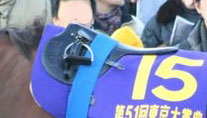
Galoppsadeln är liten, tunn och platt och kan väga så lite som 220 gram

Galoppsadeln, även kallad kapplöpningssadel, är den minsta sadeln inom hästvärlden och används vid kapplöpning. Den är liten, platt och lätt för att hästen ska kunna springa fortare. Korta stigläder gör att ryttaren, som i denna sport kallas jockey, kan stå högt över hästens rygg och ligga över hästens hals för att minska luftmotståndet och för att undvika att störa hästens rygg medan den löper. Galoppsadeln kan vara gjord av läder eller syntet och sadelmakare kan även sy upp sadlar i en rad olika färger eller mönster. 
Galoppsadlar kan väga så lite som 220 gram och oftast använder man ett schabrak som har fickor där man kan lägga i vikter, om jockeyn skulle väga för lite. Det finns även olika typer av galoppsadlar som är anpassade för träning eller loppen. Sadlarna är dock inte till för att rida i som vanligt för om ryttaren sitter ner koncentreras trycket på en mycket liten punkt på hästens rygg då galoppsadeln inte fördelar trycket jämnt över ryggen som en annan sadel gör.

### Westernsadel

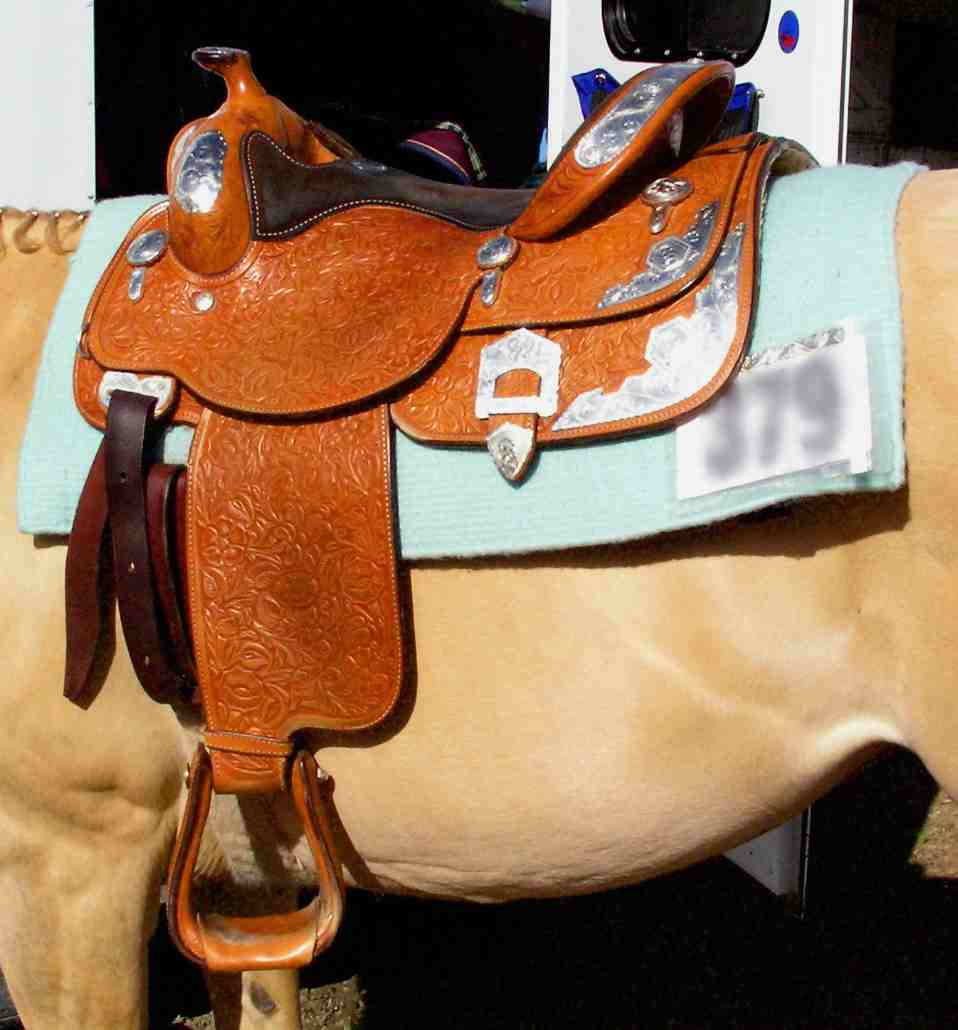
Westernsadeln ska vara bekväm för både häst och ryttare samtidigt som den kan vara vackert utsmyckad.

Westernsadeln utvecklades i Mexiko från 1500-talet och framåt av boskapsskötare, vaqueros, som behövde ett användbart redskap för att hantera boskap. De utvecklade sadlar som inte bara skulle vara bekväma för ryttaren utan även för hästen. Under sadeln använde man ofta tjocka filtar som ytterligare avlastning för hästen. Moderna westernsadlar är oftast utsmyckade och dekorerade med utskurna och punsade mönster. Detta gjorde man även förr i tiden, som ett bevis på att man var den bästa sadelmakaren i området och även för att ryttaren kunde visa sin rikedom. 
Westernsadeln är av typen bladsadel med en trästomme inklädd med råhud och avlastar tyngd från hästens rygg. Sadeln har även stadiga trästigbyglar.  Fram på westernsadeln finns ett horn där man håller fast lasson för att kunna bromsa repet när man fångat en ko eller en vild mustang. Idag finns olika sorters westernsadlar utformade för olika behov, t.ex. rancharbete och för olika grenar inom westernridningen.

### Specialsadlar

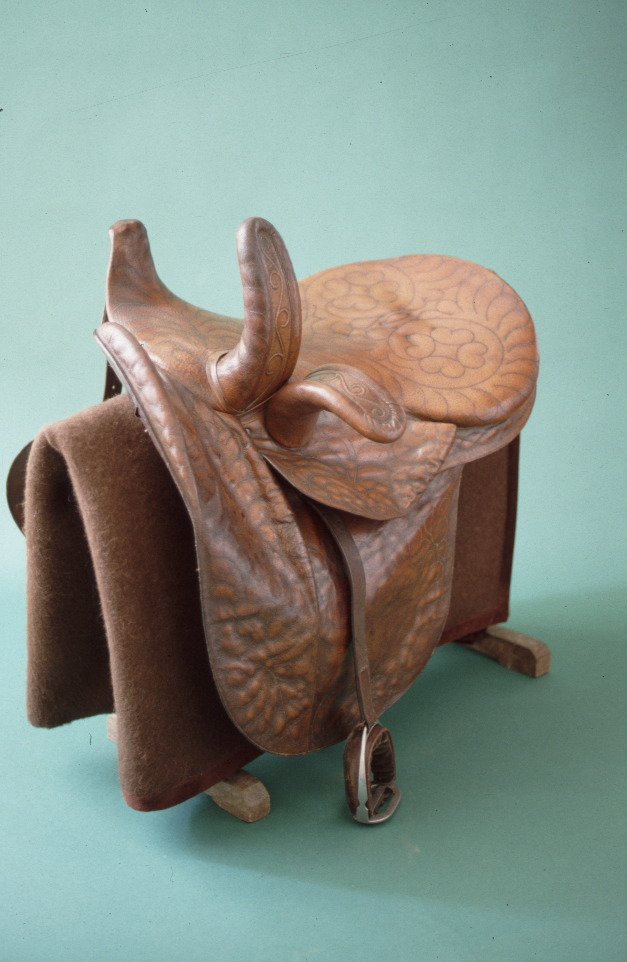
Damsadeln reds med båda benen på vänster sida av hästen och hade därför ofta stöd för båda benen.

Förutom de sadlar som nämns ovan finns även speciella sadlar utvecklade för en rad olika ändamål. 
Damsadeln har sitt ursprung i Europa under 1300-talet, när damerna vid hoven skulle rida med sina långa kjolar. Sadeln har stigläder och stigbygel enbart på ena sidan och ett stöd för det andra benet som man höll på samma sida över hästens manke, oftast på vänster sida. Idag används damsadel mest inom showridning och barockridning men det anordnas även tävlingar i ridning med damsadel där kvinnorna som rider även ska vara traditionellt klädda i långa klänningar, handskar och hatt med flor. För att ersätta högerbenets funktion använder ryttaren istället ett ridspö på höger sida.
Polosadeln har utvecklats speciellt till sporten hästpolo. Den är tåligare med en stötsäker bom som tål påfrestningarna. Den har även handtag för att ryttaren ska kunna hålla sig fast om denne ska sträcka sig efter en boll. 
Islandssadeln är en specialsadel utvecklad för Islandshästens exteriör som ofta har kort, bred rygg och en liten eller nästan obefintlig manke. Kåporna är längre och inte framskurna för att inte störa bogbladets rörelser. En del islandssadlar har en räfflad sits. Islandssadeln påminner mycket om dressyrsadeln och kan även användas som en sådan.

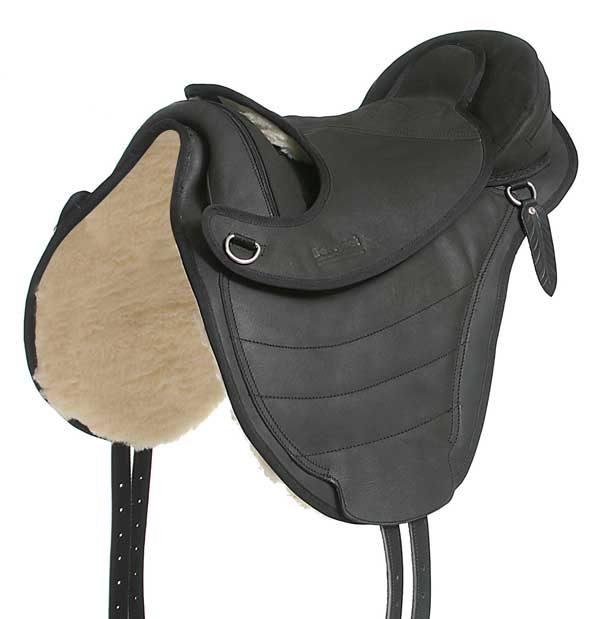
Bomlösa sadlar formar sig efter hästens kropp, även om hästen växer, går upp eller ner i vikt eller har ojämn exteriör.

Bomlösa sadlar är en sadel utan en fast bom. Den bomlösa sadeln har många fördelar för hästar som växer, som har ojämn muskulatur eller som är ojämna i exteriören. En bomlös sadel kan även passa många olika typer av hästar. Bomlösa sadlar underlättar även hästens rörelser något och formar sig efter hästen. Vissa bomlösa sadlar saknar stöd för knäna och kan därför påverka ryttarens balans innan denne har vant sig vid sadeln.

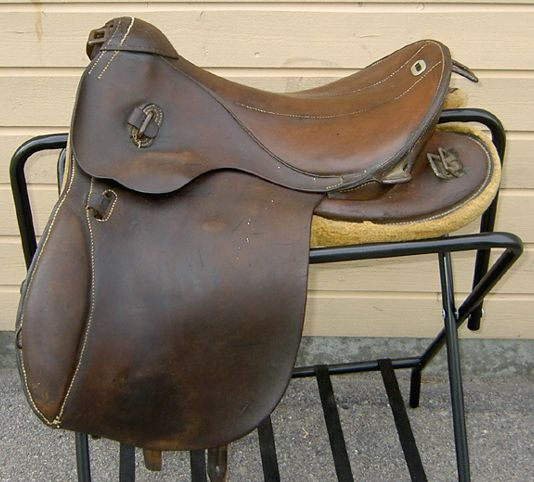
Svenska arméns manskapssadel m/1900.

Manskapssadeln (svenska arméns manskapssadel modell 1900) som såldes ut från militärförråden då hästarna inte längre fanns kvar inom armén används fortfarande i civilt bruk, och till viss del även militärt (främst beridna högvakten). Sadeln har höga valv och vulster. Eftersom alla hästar inte har lika formade ryggar tillverkades den i två olika storlekar - en storlek avsedd för den oftast förekommande hästtypen och en avsedd för grövre hästar med brett välvda revben och mindre utvecklad manke. Dessutom utformades sadlarna för hästar med sänkt rygg och för hästar med hög eller låg manke.
Manskapsadeln är likt westernsadeln en bladsadel med stor anläggningsyta mot hästens rygg, vilket gör den bekväm för hästen. Före försvarsmakten mekaniserades så förväntades framförallt kavalleriet tillryggalägga långa sträckor meddelst häst och då krävdes det sadlar som skonade hästen. Manskapsadeln är ingen svensk idé utan är mer eller mindre direkt kopierad från den samtida tyska kavallerisadeln, den enda väsentliga skillnaden är att den tyska har stoppade bossor medan den svenska endast har filt på sina vojlockskivor.

### Övriga sadlar
Det finns även sadlar speciellt för handikappridning och uppvisningssadlar eller moderna sadlar som ska likna de gamla sadlarna för att användas i filminspelning eller teater. I de flesta länder som har en egen ridkultur finns egna sadlar, specifikt utformade för de ändamål som hästarna används till. I Australien använder boskapsskötarna sig ofta av en så kallad "stock saddle" som har långa kåpor som skyddar skäklarna, fram- och bakvalv är höga för att ge en säker sits, skänkelläget är kraftigt framflyttat, detta i kombination med sitsen gör stocksadeln bekväm att rida i även om man rider mycket långa sträckor på en dag.

## Klövsadel
För transport av varor och utrustning används en klövsadel som är en tvådelad packsadel vilken hänger på lastdjurets sidor. Att klövja varor med hästar, åsnor eller annat djur används främst i terräng där fordon inte kan gå fram

## Sadeltillbehör
För att hålla sadeln på plats under ridning används en sadelgjord som spänns fast i sadelns båda sidor och löper under hästens mage.
Som stöd för ryttarens fötter används stigbyglar som fästs vid sadeln med stigläder.
Förbygel används för att hindra sadeln att glida bakåt vid hoppning eller terrängritt. Motsatt effekt har svanskappan som stoppar sadeln från att glida fram över manken.

## Sadelunderlägg
För att hålla sadeln ren mot hästens svett och stöv och för att skydda hästen mot skavsår används en vojlock eller ett schabrak under sadeln. Sadelunderlägget fördelar dock inte sadelns tryck över hästens rygg. Vojlocken görs vanligen av filt tillskuren efter sadelns form. Vintertid eller om hästen har ömtålig hårrem kan man använda en vojlock av fårskinn.
Pad(d) är ett sadelunderlägg som används mellan sadel och vojlock/schabrak för att utjämna skillnaden mellan formen på hästens rygg och sadelbommens form. En bra padd görs av tjock filt eller fårskinn av olika utseende.

## Sadelns skötsel
En sadel kräver viss skötsel för att hållas i gott skick. För att sadeln ska hållas i bästa skick bör man regelbundet tvätta den ren med sadeltvål och ljummet vatten och smörja den med läderfett eller läderolja. Om sadeln inte sköts om kan lädret torka och spricka.  
Då och då bör man lämna in sadeln till en sadelmakare för att få paddarna bak omstoppade, så att de ger ordentlig stötdämpning. En häst kan även behöva byta sadel emellanåt om den blir mer muskulös, blir tjockare, magrar eller växer.